# 荒木村重
荒木 村重（あらき むらしげ）は、戦国時代から安土桃山時代にかけての武将・大名。利休七哲の1人である。

## 生涯

### 池田・織田家臣時代
天文4年（1535年）、荒木義村（信濃守）の子として生まれた。母は中川佐渡守の妹（『荒木略記』）。
幼名は十二郎（十次郎）。通称は、弥介、または弥助（彌助）。
はじめ池田勝正（長正の次の当主）の家臣として仕え、池田長正の娘を娶り、その一族衆となる。しかし、三好三人衆の調略に乗り、池田知正（長正の次男）と共に三好氏に寝返り、知正に勝正を追放させると混乱に乗じ、池田氏を掌握する。
元亀2年（1571年）8月28日の白井河原の戦いで勝利し、池田氏が仕えていた織田信長からその性格を気に入られて、三好氏から織田家に移ることを許された。
天正元年（1573年）、茨木城主となり、同年に信長が足利義昭を攻めた時にも信長を迎え入れ、若江城の戦いで功を挙げた。
一方、義昭方に属していた池田知正はやがて信長に降って、村重の家臣となり、村重が完全に主君の池田氏を乗っ取る形となった（下克上）。
天正2年（1574年）11月15日、摂津国人である伊丹氏の支配する伊丹城を落とし、伊丹城主となり、摂津一国を任された。
翌年、有馬郡の分郡守護であった赤松氏を継承する摂津有馬氏を滅ぼして、同郡を平定する。
村重は細川政権・三好政権を通じての摂津統治の中心であった芥川山城・越水城の両城を廃して、有岡城（伊丹城の改称）を中心とした新たな支配体制を構築した。
天正3年（1575年）、宇喜多直家に離反された浦上宗景を支援し、「宇喜多端城」（所在地不明）に浦上宗景を入城させる。この年の11月には「摂津守」を名乗っており、同年7月に織田家重臣らが任官した際、村重も正式に任官したものとみられる。
以後も信長に従い、越前一向一揆討伐・石山合戦（高屋城の戦い、天王寺の戦い）や紀州征伐など各地を転戦し、武功を挙げた。

### 謀反

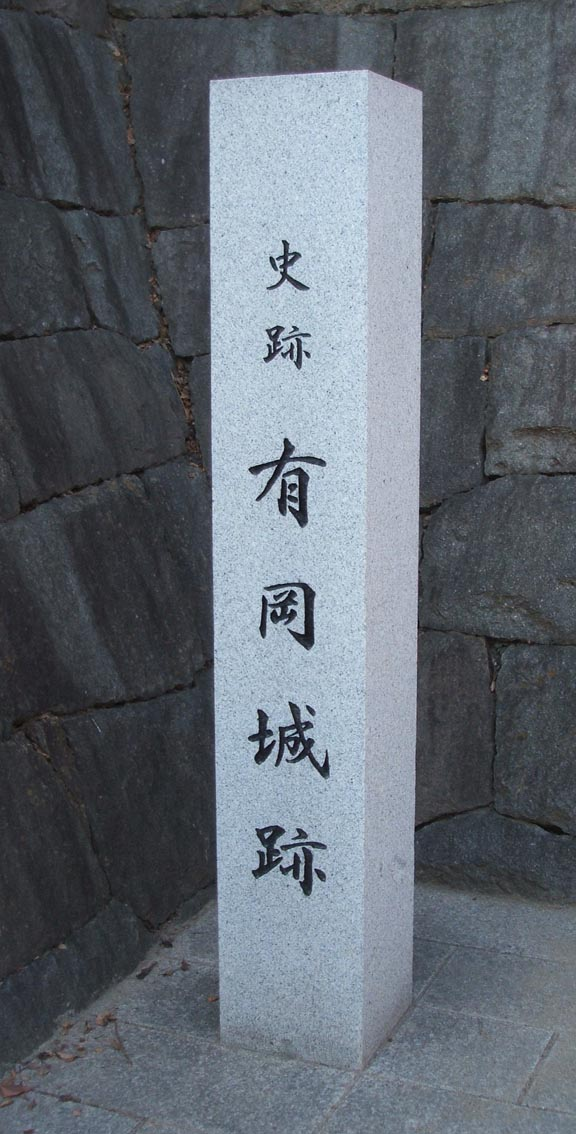
有岡城跡

天正6年（1578年）10月、三木合戦で羽柴秀吉軍に加わっていた村重は有岡城（伊丹城）にて突如、信長に対して反旗を翻した（理由は後述）。一度は糾問の使者（明智光秀、松井友閑、万見重元）に説得され翻意し、釈明のため安土城に向かったが、途中で寄った茨木城で家臣の中川清秀から「信長は部下に一度疑いを持てばいつか必ず滅ぼそうとする」との進言を受け、伊丹に戻った。
秀吉は村重と旧知の仲でもある小寺孝隆（官兵衛、のちの黒田孝高）を使者として有岡城に派遣し、翻意を促したが、村重は孝高を拘束して土牢に監禁した。
以後、村重は有岡城に篭城し、織田軍に対して1年の間徹底抗戦したが、側近の中川清秀と高山右近が信長方に寝返ったために戦況は圧倒的に不利となった。その後も万見重元らの軍を打ち破るなど、一旦は織田軍を退けることに成功するが、兵糧も尽き始め、期待の毛利氏の援軍も現れず窮地に陥ることとなる。それでも、村重は「兵を出して合戦をして、その間に退却しよう。これがうまくいかなければ尼崎城と花隈城とを明け渡して助命を請おう」と言っていた。
天正7年（1579年）9月2日、村重は有岡城を脱出し、尼崎城へ入った。ただし、これは闇雲に逃走したわけではなく、毛利軍の将・桂元将の詰めていた尼崎へ援軍要請に向かった為である。現にその後も西へ逃亡することなく半年以上も尼崎に留まり、抗戦している。
天野忠幸は自身の書籍にて、乃美文書には村重は御前衆数百騎と共に、織田方の包囲網を突破する形で尼崎城に向かったと記されていることを主張している。また、小川雄は、通説で言われるような恐慌からくる敵前逃亡ではなく、第二次木津川口の戦いや中川・高山の降伏により補給路を絶たれたため、まだ毛利方（村上水軍）が補給路を確保していた尼崎城・花隈城を確実に抑える事で、本願寺・毛利方との連携を維持するための戦略的撤退だったとする見方をしている。

11月19日、信長は「尼崎城と花隈城を明け渡せば、おのおのの妻子を助ける」という約束を、村重に代わって有岡城の城守をしていた荒木久左衛門（池田知正）ら荒木の家臣たちと取り交わした。久左衛門らは織田方への人質として妻子を有岡城に残し、尼崎城の村重を説得に行ったが、村重は受け入れず、窮した久左衛門らは妻子を見捨てて出奔してしまった。信長は村重や久左衛門らへの見せしめの為、人質の処刑を命じた。
12月13日、有岡城の女房衆122人が尼崎近くの七松において鉄砲や長刀で殺された。この事は

と記されている。12月16日には京都に護送された村重一族と重臣の家族の36人が、大八車に縛り付けられ京都市中を引き回された後、六条河原で斬首された。
立入宗継はその様子を、
と記している。
その後も信長は、避難していた荒木一族を発見次第皆殺しにしていくなど、徹底的に村重を追及していった。天正9年（1581年）8月17日には、高野山金剛峯寺が村重の家臣をかくまい、探索にきた信長の家臣を殺害したため、全国にいた高野山の僧数百人を捕らえ、殺害している。
しかし、肝心の村重本人は息子・村次と共に、親戚の荒木元清がいる花隈城に移り（花隈城の戦い）、最後は毛利氏のもとに亡命し、尾道に隠遁したとされる。

### 茶人として復活
天正6年（1578年）に謀反を起こすまで、村重は津田宗及や今井宗久、千利休ら堺の茶人たちと度々茶会を行っていた。天正10年（1582年）6月、信長が本能寺の変で横死した後、村重は尾道から堺に移ったとみられ、天正11年（1583年）初めには道薫（どうくん）と名乗って、津田宗及の茶会に出席している。
天正14年（1586年）、堺で死去した。52歳。法名は道薫。

## 荒木氏について
荒木氏は摂津国の有力国人である池田氏に仕えていた。
系図では、丹波国波多野氏の一族とされ、藤原秀郷（血脈上は源範頼）の子孫といわれる。
『寛政重修諸家譜』では、波多野義通の3代孫・波多野義定の後裔とする。義定の8代孫・波多野氏義が丹波国天田郡荒木村に住み、荒木を称した。
祖父の荒木大蔵大輔安芸守定氏は摂津国大物浦で戦死している（大物崩れか）。

## 謀反の理由
村重の織田信長に対する謀反の理由は、諸説があって今でも定かではない。ただ、信長は村重を重用していたため、その反逆に驚愕し、翻意を促したと言われている（『信長公記』、『フロイス日本史』など）。
- 村重は足利義昭や石山本願寺とも親しかったため、両者の要請を受けて信長に反逆した。村重が支配していた摂津は当時、中国方面に進出していた羽柴秀吉と播磨、丹波方面に進出していた明智光秀らにとって重要な地点であり、村重が反逆した場合、両者は孤立することになるため、前掲二者の意向を受けての謀反だったのではないかという説。
- 村重は毛利輝元から調略を受けていた[23]。輝元は但馬国内に在陣していた古志重信（出雲国神門郡古志郷の国人領主）を通して、村重の調略を進めていたことが知られている[注 5]。また、輝元が庇護していた足利義昭も、幕府奉公衆の小林家孝を毛利氏の属将とともに有岡城に入城させ、村重に毛利氏へ帰順するよう説得した[24]。輝元は村重が反旗を翻すと、それを喜び、家孝に褒賞を与えている[25]。また、村重が毛利氏に提出した帰服誓約の血判神文（起請文）では、「公儀（＝義昭）に忠義いたす」との旨が記されていた[25]。
- 村重の家臣（中川清秀といわれる）が密かに石山本願寺に兵糧を横流ししていたため、それが信長に発覚した場合の処罰を恐れての謀反であったという説。
- 信長の側近・長谷川秀一の傲慢に耐えかねたという説（『当代記』）。同書では秀一が村重に対して小便をひっかけたとしている。これは竹中重治と同じ逸話であり信頼性は乏しいが、信長の側近衆と何らかの対立があったとみる説がある。
- 天正元年（1573年）、村重は信長を近江国の瀬田で出迎えたが、この時に信長が刀の先に突き刺して差し出した餅をくわえさせられるという恥辱を味わわさせられたという怨恨説（後述の『絵本太閤記』二編巻之禄六「荒木村重が餅を食らう」場面を謀反の理由に関連づけたもの）。
- 将来に希望が持てなくなったからという説。石山合戦では先鋒を務め、播磨国衆との繋がりもあったが、本願寺攻めの指揮官が佐久間信盛になり、播磨方面軍も羽柴秀吉が司令官に就任したことから活躍の場がなくなったからといわれる。
- 黒田孝高（当時は小寺孝隆）と相談の謀略説。信長暗殺のため、（後に成功した本能寺の変のように）手勢が手薄なところへ誘き出し夜襲する計画であったという。そのため、信長の遺産を継いで天下人となった豊臣秀吉・徳川家康などからは厚遇されることになったとされる説。実際、信長は孝高を村重方に寝返ったと決めつけ、人質としていた孝高の子・松寿丸（のちの黒田長政）の処刑を秀吉に命じている。
- 摂津国内では、信長勢力の進出まで国衆や寺内町・郷村などが比較的独自の支配体制を築いてきたが、信長はこうした勢力を統制下に置こうとしたために織田政権への反発が強まり、その矛先が村重に向けられつつあった。村重は国衆や百姓からの突き上げに追い込まれた結果、却って信長に叛旗を翻して彼らの支持を受けた方が摂津支配を保てると判断したとする説がある。実際、村重の反逆の直後にこれまで石山本願寺の目の前にありながら石山合戦に中立的であった摂津西部の一向一揆が蜂起し、尼崎城や花隈城の戦いではむしろ彼ら百姓主導による抵抗が行われた。そのため、信長軍も西宮から須磨の村々を焼き討ちにして、兵庫津では僧俗男女の区別なく皆殺しにしたと伝えられている[26]。

## 太平記英雄伝

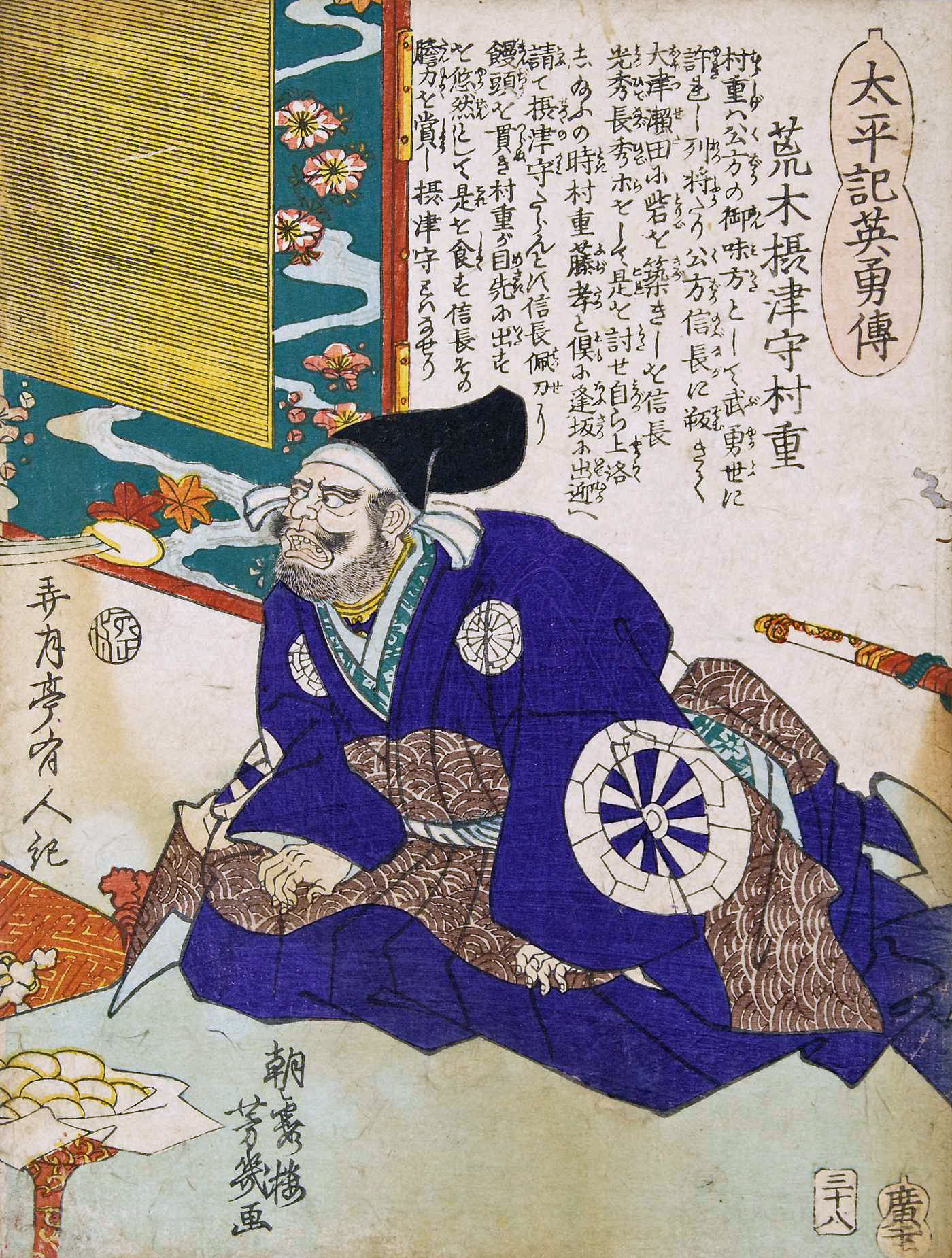
「太平記英勇伝三十八：荒木摂津守村重」（落合芳幾作）

歌川国芳画の「太平記英雄伝廿七 荒儀摂津守村重」や、落合芳幾画の「太平記英勇伝三十八 荒木摂津守村重」で描かれている場面は、『絵本太閤記』二編巻之禄六「荒木村重が餅を食らう」の話を基にして描かれたものである。
嘉永期になると幕府の規制が緩み、太閤記関連の版本が多く出るが、それでも江戸時代の武者絵の通例で名前をもじって記載している。
『絵本太閤記』が何らかの史実に基づいてこの場面を描いたのかは不明であるが、これによると、織田信長に拝謁した時に、村重は「摂津国は13郡分国にて、城を構え兵士を集めており、それがしに切り取りを申し付ければ身命をとして鎮め申す」と言上した。これに対して、信長は腰刀を抜き、その剣先を饅頭を盛っている皿に向けて饅頭3、5個を突き刺して、「食してみろ」と村重の目の前につき出した。周りにいたものは青ざめてしまったが、村重は「ありがたくちょうだいします」と大きな口を開け剣先が貫いた饅頭を一口で食べ、それを見ていた信長は大きな声を上げて笑い、その胆力を賞して摂津国を村重に任せたという。
村重はこの時38歳。信長は村重が高槻城を攻略した（高槻城攻城戦）事を激賞して、村重がどのような人物なのか、どのような態度をとるのか試したのではないか、とも想像できる逸話である。

## 伝説
広島県尾道市にある時宗 西郷寺の末寺に「水之庵」というのがあった。『陰徳太平記』や現地の伝承では一時、荒木村重が尾道に落ち延びて「水之庵」に隠遁していたという伝説がある。

## 子孫

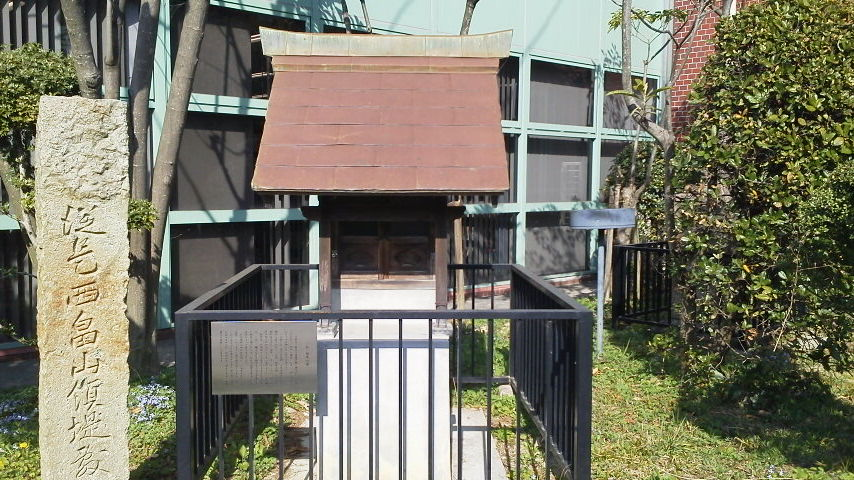
池田市の伝・荒木村重の祠

- 江戸時代初期に絵師として活躍し浮世絵の祖といわれる岩佐又兵衛は、信長による処刑から乳母の機転によって生き延びた子孫の一人とされている[27]。
- 荒木善兵衛も荒木村重の子であり、有岡城落城の際に幼い善兵衛を細川忠興が預かって家中で育てた。成長すると無役の御知行三百石を賜り、後に丹後大江山の細川家高守城代などを務めた[28]。細川家が肥後国熊本52万石の太守となった後の慶安元年（1648年）に熊本藩が作成した「慶安元年御侍免撫帳」によると、荒木善兵衛の知行は200石であった[15]。
- 現在の大阪府岸和田市荒木町には、伊丹城陥落時に村重の子の岩楠が乳母と共に当地へ逃れ来て、吉井村の荒地だった当地を開墾して土着し、後に荒木村が成立したという伝承がある[29]。
- 熊本藩に息子・荒木村勝の子・荒木克之の系統が仕官している。
- 荒木流拳法は創始者を村重の孫・荒木夢仁斎源秀縄としている[30]。
- 越中国礪波郡城端城主の荒木善太夫は荒木村重の息子であるという伝承がある。

## 主な家臣
（＊有岡城の戦いで村重が没落するまでの家臣。従属者も含む。）
- 高山友照
- 高山右近（友祥・長房・重友） … 高槻城主、友照の子
- 中川清秀 … 茨木城主、高山右近の従兄弟、一説に村重の従兄弟とも
- 池田知正（荒木久左衛門） … 元々は村重の主君の立場にあったが、実質上の下克上により村重の配下となる。
- 吹田村氏（荒木村氏） … 吹田城主。村重の実弟（異母弟）。信長により殺された[4]
- 野村丹後 … 村重の義弟（妹婿）[3]。有岡開城時に切腹（斬首されたとも）。
- 荒木重元 … 荒木一門。
- 荒木元清（荒木志摩守）… 重元の子（父は村重の叔父・村正とも[3]）で村重の従兄弟とされる。花隈城主。玄孫に荒木政羽。
- 荒木重堅（のち木下姓）
- 荒木五郎右衛門
- 荒木越中守 … 妻はだしの妹とされる（『寛政重修諸家譜』）。
- 池田和泉守
- 大河原具雅
- 塩川国満 … 多田城主
- 能勢頼道 … 能勢城主
- 加藤重徳
- 安部仁右衛門 … 大和田城主
- 渡辺勘太郎 … 有岡開城時に切腹
- 郡兵大夫
- 郡宗保

## 荒木村重を題材とした作品
小説
- 上田秀人『傀儡に非ず』（徳間書店2016年3月/徳間文庫2019年3月）
- 遠藤周作『反逆（上・下）』（講談社文庫）
- 黒部亨『荒木村重―命惜しゅうて候』（PHP研究所）
- 新宮正春『兵庫の壺―異聞・本能寺の変』（新人物往来社）
- 羽山信樹『我やさき、人やさき』（新人物往来社『滅びの将』収録→小学館文庫『滅びの将』収録）
- 岳宏一郎「風の武士―荒木村重」（講談社『花鳥の乱　利休の七哲』収録）
- 神坂次郎「道糞流伝」（新潮社〈新潮文庫〉『兵庫頭の叛乱』収録）
- 火坂雅志「うずくまる」（文春文庫『壮心の夢』収録）
- 北野武『首』（2019年 角川文庫）
- 米澤穂信『黒牢城』（2021年6月、KADOKAWA）

戯曲
- 司馬遼太郎『鬼灯』（1975年12月、中央公論社）

映画
- 首（2023年） - 演:遠藤憲一

テレビドラマ
- 軍師官兵衛（2014年、NHK大河ドラマ、演：田中哲司）
- 麒麟がくる（2021年、NHK大河ドラマ、演：松門洋平）[31]